# Хараґаулі
Хараґау́лі (груз. ხარაგაული) — селище (даба), адміністративний центр муніципалітету Хараґаулі, мхаре (край) Імереті, Грузія.

## Географія
Хараґаулі знаходиться по обидва береги річки Чхерімела у вузькій долині на висоті 280-400 м н.р.м. Відстань від Тбілісі до 198 км (160 км залізницею).
У Хараґаулі морський субтропічний вологий клімат із холодною зимою і відносно сухим жарким літом.  Температура середньорічна — 13,2°C, січня — 3,2°с, липня — 22,6°с, абсолютний мінімум — -22°С, абсолютний максимум — 40°C. Опади — 1360 мм на рік.

## Демографія
За переписом 2014 року в поселені мешкає 1 965 осіб.
| Рік перепису | Населення | Чоловіки | Жінки |
| ------------ | --------- | -------- | ----- |
| 1989         | 3 119     | --       | --    |
| 2002         | ▼ 2 880   | --       | --    |
| 2014         | ▼ 1 965   | 879      | 1 086 |

## Історія
Хараґаулі виникло як транспортний вузол у 1870-ті роки на лінії Поті — Тбілісі. Тоді станція носила назву Селангор.  Статус даба надано 1944 року. Починаючи з 1949 року носило назву Орджонікідзе. У 1976 році населення становило 3,2 тис. осіб. 1989 року Хараґаулі повернуло історичну назву. За переписом 2002 року 2380 мешканців.

## Інфраструктура
Є країзнавчий музей, парк культури і відпочинку, 3 державні школи 2 дитсадки, семінарія, лікарня, поліклініка, бібліотека, будинок культури, музична школа, відділ поліції, автотранспортне підприємство, архів, кінотеатр.

## Спорт
У Хараґаулі є футбольний клуб Чхерімела, який було засновано 1983 року. Клуб є переможцем чемпіонату Ліги Пірвелі (перша ліга), — найкращий результат в історії команди. Футбольний клуб має власну арену, муніципальне футбольне поле.

## Галерея

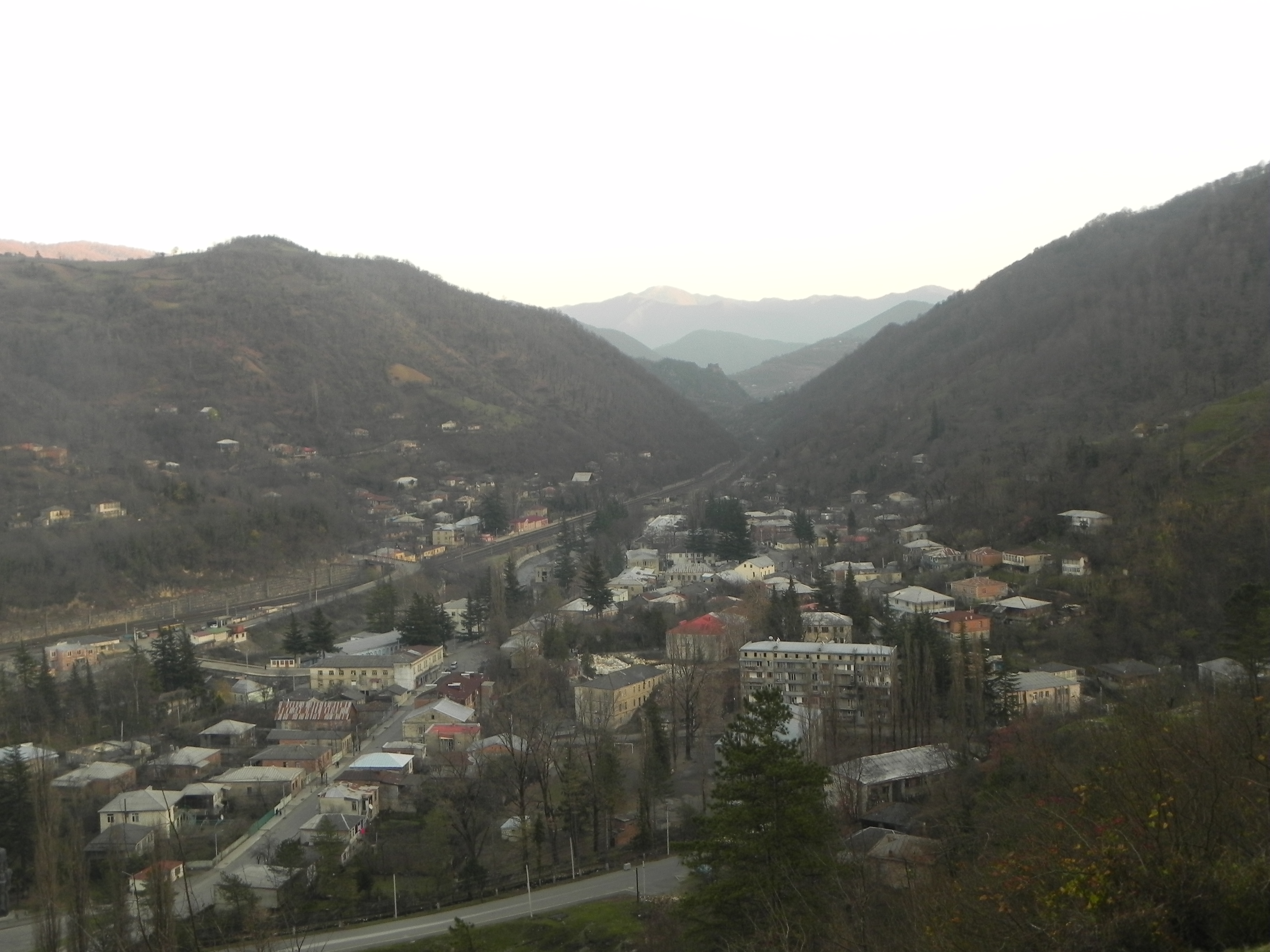
панорама Хараґаулі
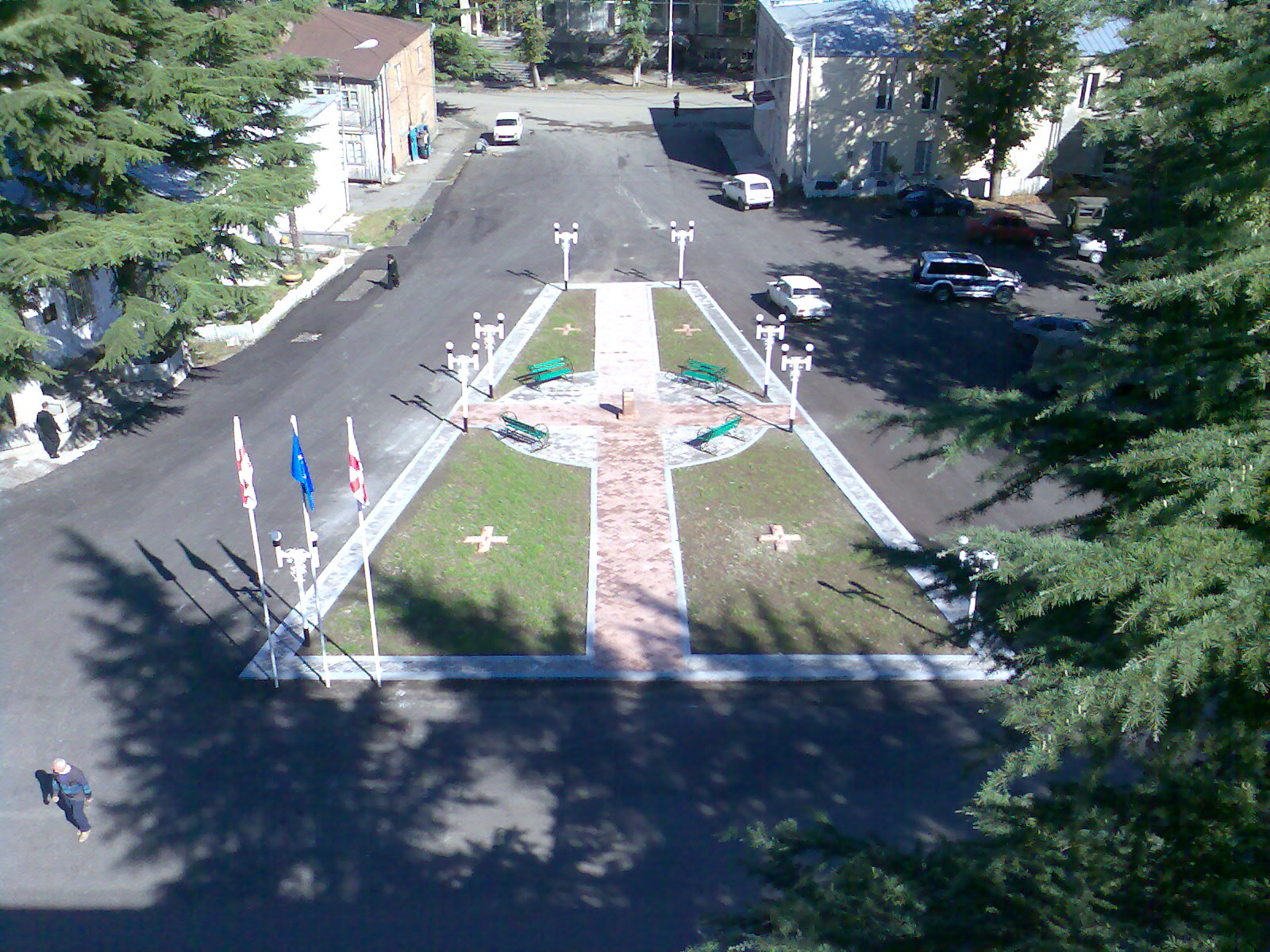
центральна площа селища
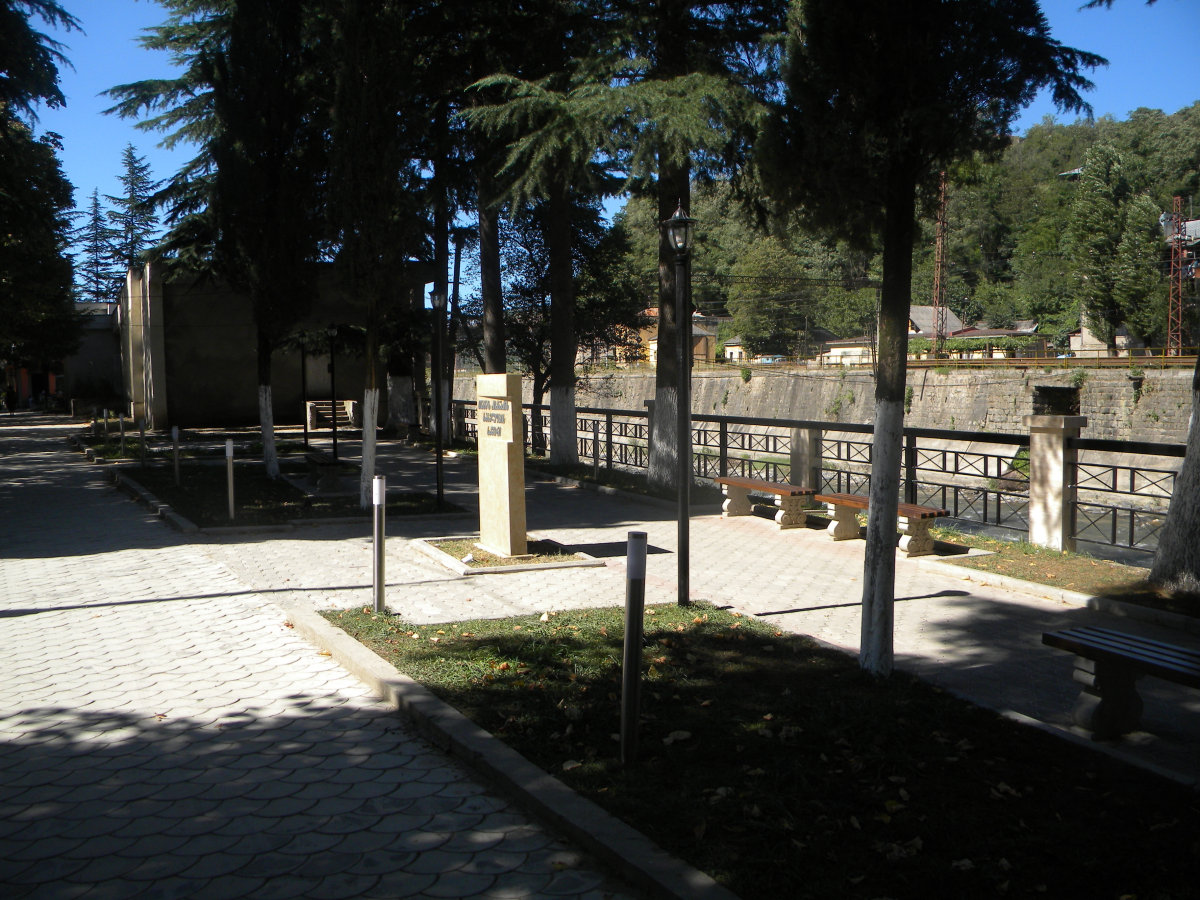
місцевий сквер
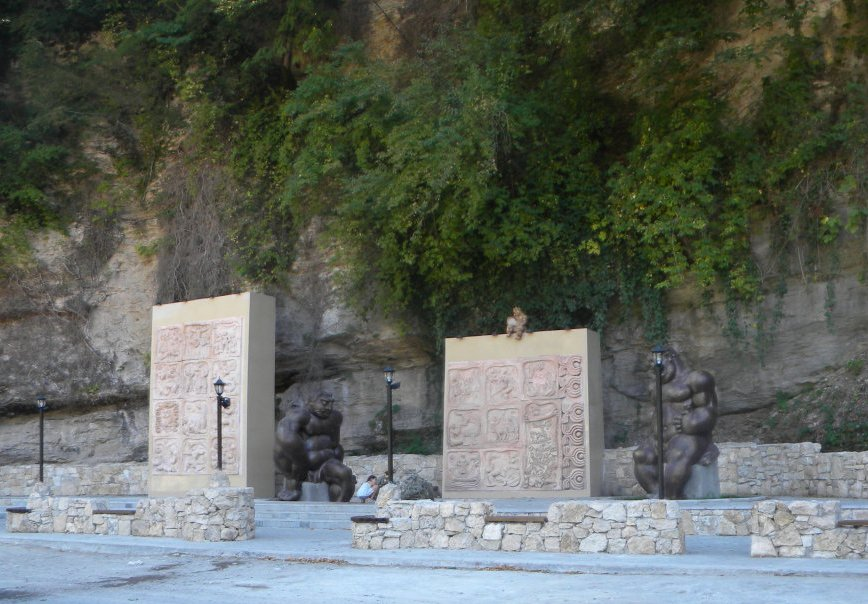
меморіал репресованим (?)
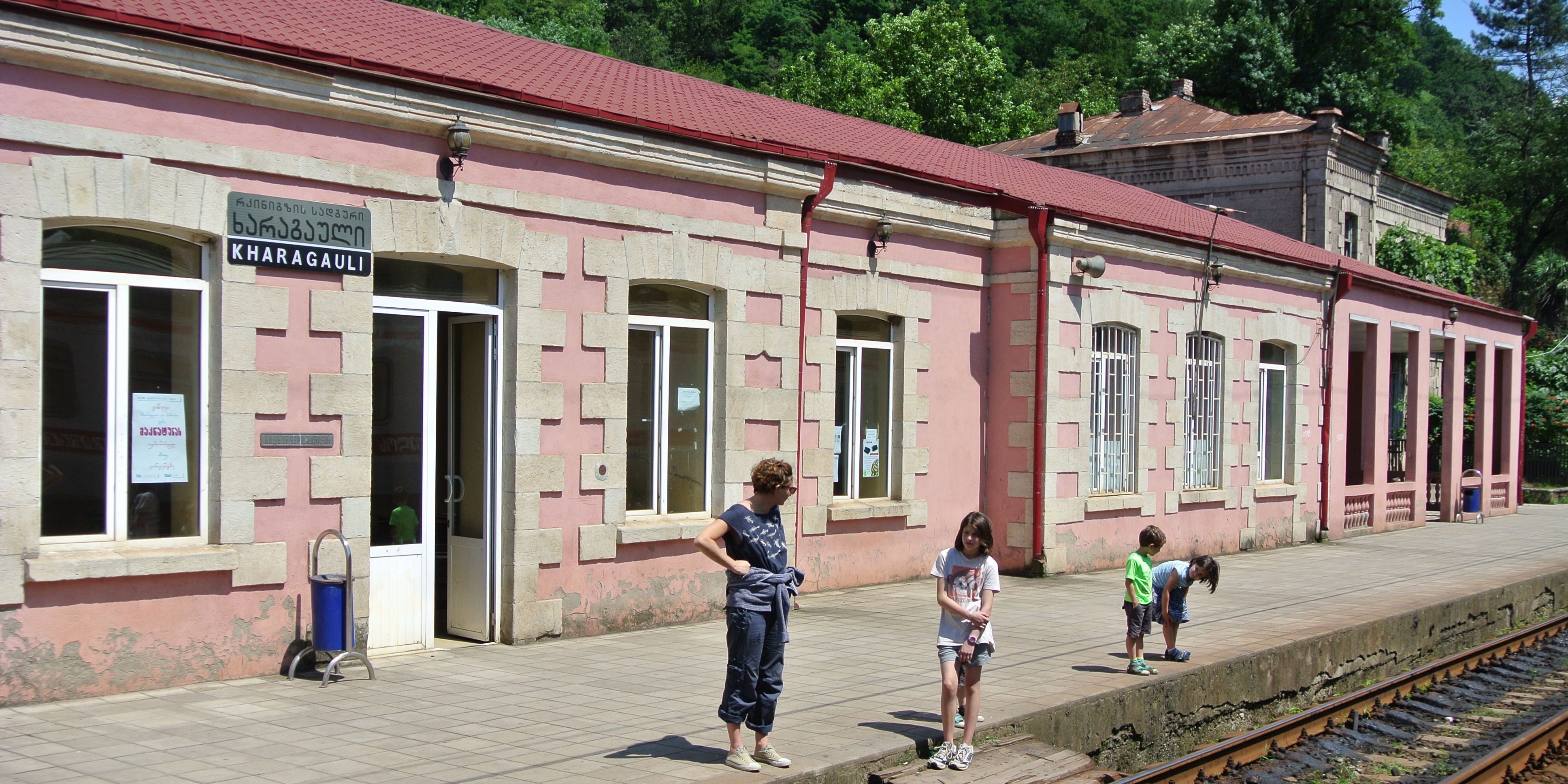
залізничний вокзал
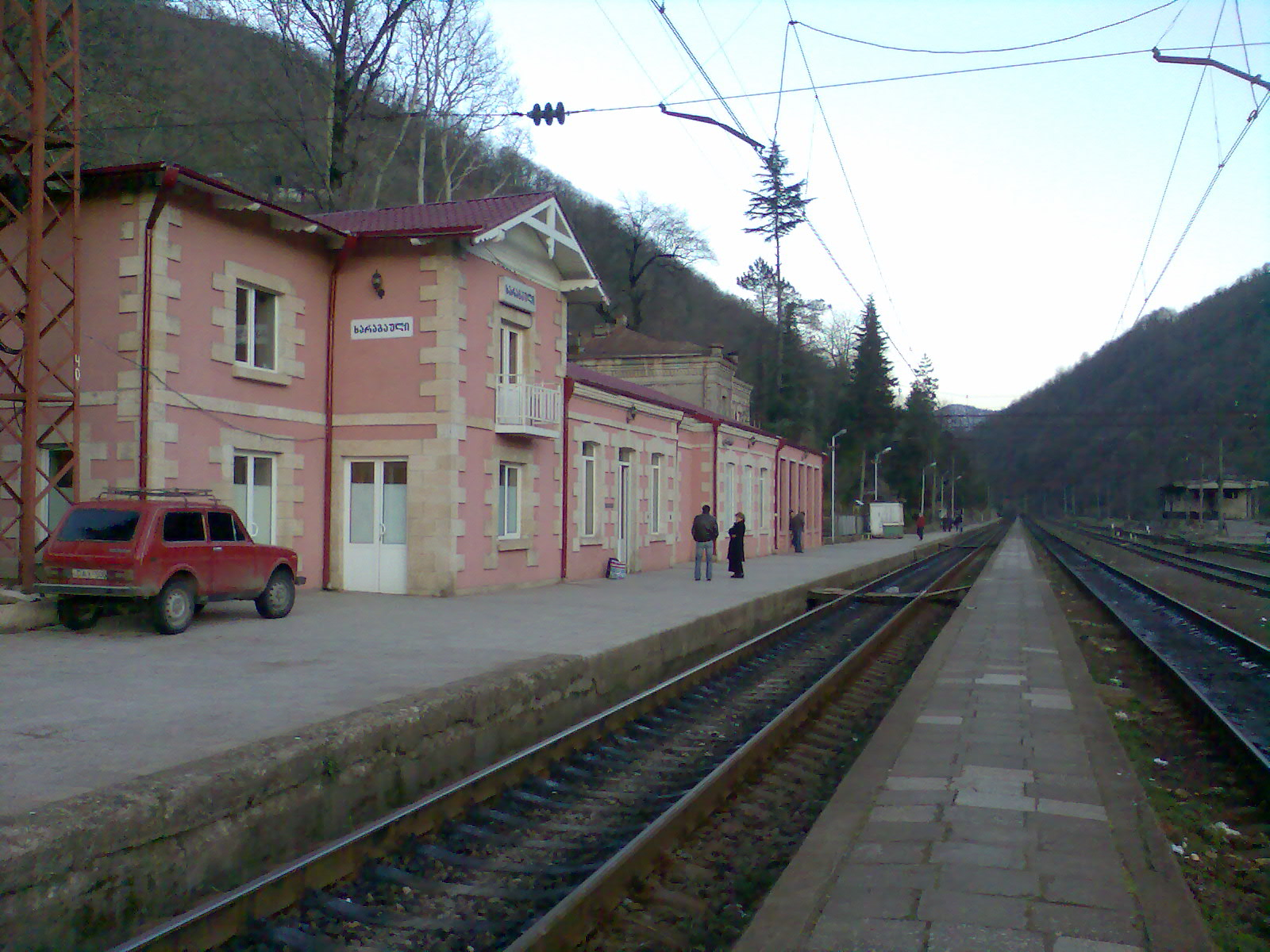
залізничний вокзал